# Enrico Galassi
Enrico Galassi (Ravenna, 14 novembre 1907 – Pisa, 1º settembre 1980) è stato un pittore, architetto e poeta italiano.
Considerato da Alberto Savinio, suo fraterno amico, «uno degli adulti più geniali che avesse conosciuto», nonché «pittore fra i più intelligentemente moderni, architetto genialissimo che crea la casa dell'uomo dalle sue necessità interne, costruttore di macchine, inventore, uomo leonardesco».

## Gli anni della formazione
Galassi frequenta l'Accademia di Belle Arti della sua città, pur non diplomandosi. In particolare segue il corso di mosaico, da poco istituito il 10 febbraio 1924, anche se, in alcuni articoli a stampa della fine degli anni venti, criticherà l'impostazione tradizionale dell'insegnamento di Giuseppe Zampiga. Interessato fin da giovane a diverse tecniche artistiche, studia la ceramica a Faenza e nello studio di Luigi Varoli. L'adesione, giovanissimo, alle camicie nere sarà motivo della successiva damnatio memoriae che lo colpirà nella sua città dopo la sua morte. Nel 1927 partecipa al "Primo raduno degli artisti di ogni parte" a Ravenna e, a seguito di un evento tragico dovuto a un rapporto sentimentale finito male, sarà costretto a lasciare la sua città d'origine.
Trasferitosi in Versilia, luogo per lui d'"elezione", conosce Lorenzo Viani, cui si legherà in amicizia, si dedica alla pittura e, nel novembre 1931, con una presentazione di Filippo de Pisis, tiene la sua prima personale alla "Galleria del Milione" di Milano. Nel 1932 partecipa alla III Mostra del Sindacato regionale fascista della Lombardia ed espone, di nuovo con una personale, con presentazione in catalogo di Carlo Carrà, alla Galleria di Roma di quel Pietro Maria Bardi che diventerà suo caro amico, e che lo inviterà, inutilmente, nel dopoguerra, a trasferirsi in Brasile.

## Il periodo del "surrealismo metafisico"
Proprio nel momento in cui Galassi si sta facendo strada come una promessa della pittura italiana, secondo uno stile che Alberto Sartoris definirà "surrealismo metafisico", l'artista ravennate abbandona momentaneamente la pittura per dedicarsi alla poesia e all'architettura. Pubblica la raccolta di poesie Né per te né per me, per i tipi di Artidoro Benedetti, corredata dalle xilografie di Lorenzo Viani, e progetta, da puro dilettante nella materia, in località Poveromo (Forte dei Marmi) la sua casa-studio "I Ronchi" del 1934 (poi "La Tripolina" e oggi "La Romanina") che Gio Ponti loderà sulle pagine della rivista «Domus».
Recatosi in questo periodo a Parigi, vi rincontra De Pisis che gli risveglia la passione per la pittura. A questo proposito scrive Rosanna Ruscio: «Quando alla metà degli anni Trenta riprese a dipingere, dimostrò di aver raggiunto una maggiore libertà espressiva: la spazialità metafisica dei suoi quadri apparve allora più dilatata, i colori accesi, il tocco liquido, e alcuni dei suoi temi preferiti - quali le camere da musica e i giardini incantati - vennero trasposti in una dimensione sognata».
Questo risvegliato interesse per la pittura sfocia in alcune importanti mostre: la prima alla II Quadriennale di Roma (1935), la seconda a Londra, su allestimento di Marguerite Caetani, e ben due personali a distanza di un mese l'una dall'altra, la prima, nel febbraio 1937 alla galleria della Cometa di Anna Laetitia Pecci Blunt, con testo di presentazione di Libero De Libero, la seconda di nuovo alla Galleria del Milione di Milano nel marzo successivo, recensita positivamente da Carlo Carrà, che parla, per i dipinti esposti, di «un legame compatto di toni e di valori chiaroscurali» e di una «nervosa e quasi selvaggia sensibilità».

## Gli anni romani e l'attività da architetto dilettante
Dopo un altro viaggio a Parigi, inizia a soggiornare stabilmente a Roma, e a inserirsi nell'ambiente artistico culturale della capitale, stringendo amicizia, in particolare, con Renato Marino Mazzacurati, suo vicino di studio in via Margutta 48, e con l'amico di una vita Alberto Savinio. È in questo periodo che progetta altre quattro case al mare in Versilia: il corpo su pilotis della casa di Irene De Guttry (1936-1937); la casa di Savinio, negli stessi anni (1936-1937 o 1937-1938), che lo scrittore amerà a tal punto da citarla in numerosi suoi scritti; le case di Ornella Kechler Ferrari  e del fratello Carlo Alberto Ferrari di Valbona (1936-ante 1939 e per ii quale curerà venti anni dopo la ristrutturazione degli appartamenti romani di Piazza di Spagna) e la casa di Giuseppe Prezzolini, poi Vallecchi ed ora Romoli (1937-1938 ca.). Così Savinio descriverà il progetto di Galassi: «La mia casa Galassi l'ha disegnata a forma del più casalingo degli animali: a chiocciola. Galassi è stato a Ibiza, che è la più piccola delle Baleari. [...] A Ibiza le case portano davanti alla fronte un gran muro pieno, che le guarda dai grandi venti del largo. Nella mite foresta del Poveromo i grandi venti del largo non arrivano, ma davanti alla mia casa Galassi ha alzato ugualmente un gran muro pieno e curvato a S, e questo muro, nonché guardarmi dai grandi venti metafisici, segna perentoriamente la lettera iniziale del mio nome». Nel 1939 proprio Savinio dipinge forse l'unico ritratto di Galassi, dal titolo Arlecchino (e distrutto nel bombardamento di Milano), che paradossalmente non mostra il volto dell'amico, ma un semplice ovale di rombi multicolori, «un omaggio al "camaleontismo" dell'amico ravennate, nonché al rinnovato interesse per le tessere colorate del mosaico, di cui proprio lo studio in via Margutta costituisce un primo laboratorio di ricerca».

## La riscoperta del mosaico come espressione artistica moderna
Capace di intuire le potenzialità di luoghi semi-sconosciuti (come il Poveromo in Versilia), Galassi "scopre" nei primi anni Quaranta l'isola del Giglio e vi va ad abitare, assieme alla moglie americana, Melissa Reid, sposata civilmente a Roma il 29 settembre 1942, e alla figlia primogenita Alice (detta "Babina"), in una vecchia torre di Cala Cupa e in alcuni spazi dell'ex lazzaretto, da lui ristrutturati «in stile modernista».
A distanza di un ventennio dagli studi alla Scuola del Mosaico ravennate e dalle sue riflessioni scritte in articolo sul «Corriere Padano», Galassi intuisce le potenzialità di un mosaico che si rinnovi sulla base dell'arte del suo tempo, un mosaico, dunque, «concepito non come decoro architettonico ma come opera artistica indipendente». Il frutto di due anni di ricerche confluiscono in una mostra di ventidue mosaici alla Galleria Ferruccio Asta & C. di Milano, nel maggio 1942. Nel foglio di presentazione scritto dall'amico Savinio si legge: come da bambino, a Sant'Apollinare Nuovo a Ravenna il piccolo Enrico «estraeva le tessere colorate e brillanti dei musaici feriti, le appiccicava nella creta e componeva per gioco delle figurazioni secondo la sua fantasia», così adesso «questo mosaico-gioco, Enrico Galassi lo continua ancora e sempre lo continuerà, lui che essendo artista-nato, sa che l'arte è un gioco da dei, timorosi di lasciarsi prendere dalla noia di quaggiù». L'amore – e la nostalgia – per l'infanzia, uniscono Galassi e Savinio, come si può vedere da una riflessione più tarda dello stesso Galassi, parlando di canzoni popolari: «Nell'abbandonarvi al sentimento puro che queste opere [...] emanano, avvertirete freschezza, pace, dolcezza che vi faranno ancora una volta sentire felici e spensierati come fanciulli o, se preferite, come poeti». Come intuisce sempre Savinio, nei suoi mosaico Galassi rifà, da vero piccolo demiurgo, ogni volta il mondo: «Di quest'arte, Enrico Galassi ha riscoperto il carattere favoloso; e col gioco delle tessere, come un coboldo, come un paziente alchimista, egli ricompone sulla superficie della terra e alla luce del sole, il "tesoro" fatto di immagini strane, bellissime e sciolte dalla logica e dagli umani "perché", che la Terra nasconde nel suo tenebroso cuore». Gli anni precedenti la liberazione di Roma sono intensissimi per Galassi. Nel 1943 espone due opere in una collettiva alla Galleria Minima Il Babuino, a Roma, assieme a Giorgio De Chirico, Giorgio Morandi, Savinio, Gino Severini e Mario Sironi.
Dopo la liberazione della Capitale, il 4 giugno 1944, da artista Galassi si fa imprenditore, allestendo il cosiddetto Studio di Villa Giulia a Roma (in un'ala di villa Poniatowski), che diventa un vero e proprio laboratorio di arti applicate: vi chiamerà a collaborare, oltre ad artisti già celebri come Carlo Carrà, De Chirico, Marino Mazzacurati, Savinio, Gino Severini, Mino Maccari, Giacomo Manzù, Giuseppe Capogrossi, Mirko Basaldella, Orfeo Tamburi, Franco Gentilini, Luigi Montanarini, anche giovani come Fabrizio Clerici, Pietro Consagra, Leoncillo Leonardi, Giulio Salvadori, Angelo Savelli, Antonio Scordia. Vi si effettueranno le più diverse tecniche artistiche e materiali: mosaico, intarsio di marmo e di legno, marmo, pietre dure, ceramiche, ricamo, progettazione di libri. I risultati di questa eccezionale e forse unica nella storia dell'arte italiana collaborazione fra artisti confluiranno nella Mostra dei capidopera alla Galleria Palma di Roma dell'amico Bardi. Nonostante il successo di critica, le opere non furono vendute per una serie di motivi e lo studio dovette chiudere. La mostra ebbe echi internazionali, grazie due articoli di Marya Mannes: Talent in Italy, in «Vogue», ottobre 1946 e Italy looks ahead in «House & Garden», giugno 1947. «L'autrice nomina solo due artisti che stanno risollevando le sorti di un'Italia uscita distrutta dalla guerra: Enrico Galassi e Gio Ponti».

## Il secondo dopoguerra e il soggiorno siciliano
Il fallimento dell'iniziativa porterà Galassi, col tempo, a ritirarsi progressivamente dalla scena artistica italiana, non senza aver provato a cimentarsi in nuove attività, le più diverse: si parlò di nuovo di lui negli Stati Uniti in occasione della mostra "Italy at work: her renaissance in design today" (1950) al Brooklyn Museum di New York.

Galassi, verso la fine degli anni Quaranta, abita a Roma nelle soffitte di Palazzo Altieri, come ricorda in modo struggente l'amico Savinio: «Enrico, ora, dopo tanto lavorare, dopo tanto ideare, dopo tanto progettare, è povero, malato. Abita dentro un corridoio, sul tetto di un vecchio e illustre palazzo romano; un corridoio che mediante un gioco di coperte tirate da muro a muro egli ha trasformato in un molle labirinto».
In quegli anni conosce Fernanda Angelini, con cui inizia un rapporto sentimentale che porterà alla nascita di cinque figli: Barbara, Massimo, Luca, Marina e Andrea, e che sposerà civilmente il 12 aprile 1973, dopo aver ottenuto il divorzio il 15 giugno 1972. Negli stessi anni Galassi si rivolge di nuovo a suo antico amore, l'architettura, progettando le "Ostellerie", una catena di proto-villaggi turistici che lui pensava si sarebbero potuti realizzare in tutta la penisola e specialmente nel Sud (progetto in collaborazione con l'architetto Carlo Pagani) e un complesso turistico d'avanguardia per la gioventù sull'isola del Giglio, il Victor's Village, su commissione di Vittorio Perosino co-progettato insieme al fratello Arrigo, all'architetto Alessandro Bona e all'ingegner Mario Piazza.
L'ultimo "colpo di coda" sarà nel 1951, quando Don Luigi Sturzo, lo chiamerà a dirigere la scuola di ceramica di Caltagirone, che Galassi cercherà di rilanciare e rimodernare. Durante il suo soggiorno siciliano, assieme a Carmelo Ardizzone e Lorenzo Martucci, fonda e dirige la rivista «Tutta Sicilia», "mensile di turismo e artigianato" che durerà pochi numeri.

Tra le pochissime commissioni di questi anni, va ricordato un mosaico nell'ingresso di una palazzina in via del Circo Massimo 9 a Roma, progettata dagli architetti Vincenzo Monaco e Amedeo Luccichenti.

## Gli ultimi anni
Deve trascorrere un intero decennio prima che si risenta parlare di lui come artista, sotto l'emblematica insegna di "pittore dimenticato", in due mostre analoghe tenute, significativamente in Versilia, nel luogo della sua formazione di pittore, nel 1960 alla Galleria La Bolena di Forte dei Marmi e alla Bottega de Vàgeri di Viareggio. Nel catalogo una presentazione dell'amico De Libero e alcune testimonianze di amici artisti.
In questo periodo, e fino alla fine degli anni Settanta, Galassi lavora presso il fratello Ettore, proprietario dell'Hotel Metropole di Roma, in via Principe Amedeo 3, gestendo con grande professionalità il ristorante Apicio e acquisendo un'esperienza tale da fargli progettare un libro di ricette, tuttora inedito, dal titolo Due uova al tegamino al ristorante Apicio in cui, tra gli altri, reinventa anche piatti tradizionali della cucina romagnola.
Soltanto nel 1970 la sua città natale lo ricorderà con una mostra alla Galleria Mariani, mentre, nel 1974, esporrà alla Galleria Trimarchi di Bologna e alla Galleria del Grifo di Roma.
È rilevatore il fatto che, negli ultimi anni, Galassi si dedichi alla poesia e ai ricordi del passato: Ravenna (Roma, De Luca, 1965, con disegni dell'amico Franco Gentilini) e Ambigua è la sera: 1928-1962 (Padova, Rebellato, 1969). Nel 1966, qualche anno prima, Galassi aveva pubblicato un volume di disegni dal titolo Il mare dell'infanzia (Roma, Egal, 1966, con una poesia di Libero De Libero): ancora il tema caro a lui e all'amico Savinio. Anche gli articoli su «Il Giornale d'Italia», in parte già citati, sotto il nome di Diario della nostalgia (ottobre-dicembre 1970), non fanno che confermare questo momento di malinconica introspezione. Passerà ancora un decennio prima della sua scomparsa, a Pisa, il 1º settembre 1980.
Nonostante l'invito-auspicio dell'amico Libero De Libero, il nome di Galassi attende ancora «il posto che gli compete» nella storia del Novecento artistico italiano.

## Opere
- Ravenna (1925).
- La Sisa (1928).
- Seppie (1929 ca.).
- La stanza (1929), Firenze, collezione privata.
- Interno con natura morta (1930).
- Fruttiera (1930), olio su tavola, cm 56 x 48, Roma, collezione privata.
- Isole felici: Capri (1932), collezione privata.
- Scena metafisica (1932), tempera su carta, cm 37 x 49, collezione privata.
- Natura marina I (1932), collezione privata.
- Paesaggio (1932), cm 29 x 30, collezione privata.
- Il commensale (1932), tempera, cm 24 x 30, collezione privata.
- Giardino pubblico italiano (1933), olio su tavola, cm 64,5 x 50, collezione privata.
- Villeggiatura II (1935), olio su tavola, cm 50 x 60, collezione privata.
- Pastorale (1934), collezione privata.
- Paese di mare (1934), olio su tavola, cm 70 x 88, collezione privata.
- Vita nel bosco (1934), olio su tavola, cm 70 x 80, collezione privata.
- La stanza della musica (1935), olio su tela, cm 61 x 50, collezione privata.
- Musica da camera (1935), olio su tela, cm 59,5 x 74, collezione privata.
- Musica metafisica (1935 ca.), olio su tavola, cm 72 x 50, collezione privata.
- Pesci e ciliegie, (1935 ca.), olio su tavola, cm 80 x 71, collezione privata.
- Paesaggio con statua (1936 ca.), cm 80 x 62, collezione privata.
- L'idolo, 1936, cm 55 x 50, olio su tavola, collezione privata.
- Villa di Lussemburgo (1936), cm 67 x 48,5, collezione privata.
- Il ritorno del guerriero (1936), olio su tavola, cm 38,5 x 26, collezione privata.
- La straccatura (1938), collezione privata.
- Natura morta, 1940, mosaico, Instituto Lina Bo e P.M. Bardi, San Paolo del Brasile.
- Antichi radar (1967), collezione privata.
- Senza titolo [Marina con figure e campanile cilindrico], senza data, tempera su tela, cm 61 x 74, collezione privata.
- Senza titolo [Figura su divano con violoncello], senza data, tempera su carta, cm 17 x 21, collezione privata.
- Senza titolo [Cabine sul mare in Versilia], senza data, tempera su carta, cm 45 x 56, collezione privata.

## Scritti
- Né per te né per me, xilografie originali di Lorenzo Viani, Pescia, Stamperia Artidoro Benedetti, 1932 [?].
- Carrà e la pittura italiana, in «Il Rubicone», III, n° 12, ottobre 1934, pp. 52–54.
- Arte e artisti in Romagna, in «Ottobre», 25 aprile 1934.
- Modigliani, in «L’Italia Letteraria», 9 febbraio 1936.
- Uno dei nostri. Leonardo, in «Domus», n° 152, agosto 1940, pp. 69–73.
- Ravenna. Poesie, con quattro disegni di Franco Gentilini, Roma, De Luca Editore, 1965.
- Il Mare dell’infanzia, Con una poesia di Libero De Libero, Roma, Egal, 1966.
- Ambigua è la sera. 1928-1962, Padova, Rebellato, 1969.
- Diario della nostalgia. C’era una volta De Pisis, in «Il Giornale d’Italia», 15 e 16 ottobre 1970.
- Diario della nostalgia. Parigi, in «Il Giornale d’Italia», 19 e 20 ottobre 1970.
- Diario della nostalgia. Zavattini, in «Il Giornale d’Italia», 14 e 15 novembre 1970.
- Diario della nostalgia. Una notte con Viani, in «Il Giornale d’Italia», 4 e 5 dicembre 1970.
- Come il mare della “nostra” infanzia, in Opere dell’Accademico Baldo Guberti, Catalogo della mostra, Modigliana, settembre 1973.